# Mandeville (Eure)
Mandeville è un comune francese di 317 abitanti situato nel dipartimento dell'Eure nella regione della Normandia.

## Società

### Evoluzione demografica
Abitanti censiti